# Ассагет
Ассагет — предводитель индийского народа ассакенов в IV веке до н. э., упоминаемый в связи с Индийским походом Александра Македонского.
Имя вождя индийского народа ассакенов Ассагета называет в своем труде «Анабасис Александра» Арриан. Возможно, он был гипархом небольшой области к югу от Аорна и вдоль западных берегов Инда. Ассагет вместе с Кофеем сопровождал Александра Македонского к Аорну, но об его роли в этой кампании 326 года до н. э. неизвестно. По мнению И. Дройзена, Ассагет, как и ряд других индийских правителей, должен был по требованию Александра поставлять ему воинов. По замечанию В. Хеккеля, по всей видимости, именно Ассагет был убит своими соплеменниками, отпавшими от македонян, о чём сообщили Александру посланники Сисикотта после произошедшей в том же году битвы на Гидаспе.